# Victoria Nadine
Victoria Nadine, artistnamn för Victoria Karlskås Andersen, född 15 december 1999 i Skien, är en norsk sångerska. Hon deltog år 2016 i den nionde säsongen av norska Idol, som sändes på TV-kanalen TV 2. Hon slutade där på en fjärdeplats av totalt tio deltagare.
Victoria Nadine har gett ut musik under sitt artistnamn sedan år 2019. År 2021 blev hon nominerad till årets nykomling, samt för årets låt, på den norska P3 Gull-galan, för sin låt "Be Okay". Samma år blev hon även nominerad till årets genombrott på Spellemannprisen, med ett stipendium på 250 000 norska kronor. Hon blev år 2023 återigen nominerad till årets låt på P3 Gull-galan, för sin låt "Nerve". År 2024 blev hon inför utdelningen av Musikkforleggerprisen, nominerad till årets verk, för sin låt "Hope Ur Miserable" som hon skrivit tillsammans med Jesper Borgen, Liza Owen, Peter Fenn och Benjamin Samama.